# Totò

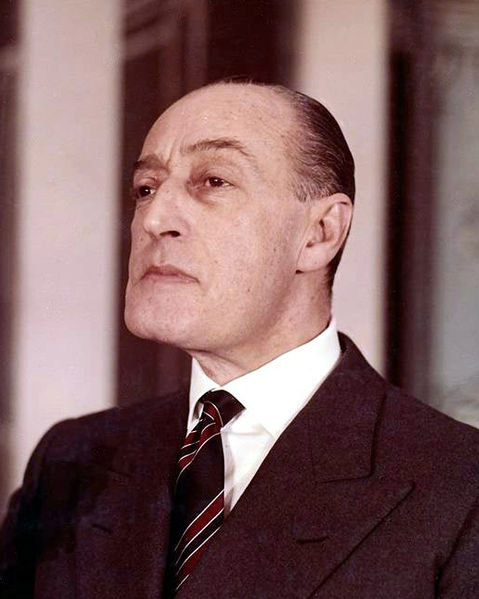
Totò

Totò [toˈtɔ] (bürgerlich Antonio Griffo Focas Flavio Angelo Ducas Comneno De Curtis di Bisanzio; * 15. Februar 1898 in Neapel als Antonio Vincenzo Stefano Clemente; † 15. April 1967 in Rom) war ein italienischer Schauspieler, Drehbuchautor und Liedtexter. Als Komödiant wurde Totò über die Grenzen Italiens bekannt. In 30 Jahren Filmarbeit drehte er von 1937 bis zu seinem Tod mehr als 100 Filme.

## Leben
Totò wurde in Rione Sanità, einem armen Stadtteil Neapels, geboren. Seine Eltern waren Anna Clemente und der Marquis Giuseppe De Curtis, der erst 1928 die Vaterschaft anerkannte. Nach dem Tod seines Vaters wurde er 1933 von Marquis Francesco Gagliardi Focas adoptiert. In seinem Heimatort lernte er Künstler wie Eduardo De Filippo und die Kunst des Guitti kennen, einem der Commedia dell’arte verwandten neapolitanischen Stegreiftheater. Nach dem Studium arbeitete er als Bühnenschauspieler, wo sich schon bald sein komödiantisches Talent zeigte. 1922 zog Totò nach Rom, wo er erste Auftritte auf größeren Bühnen hatte. Er wurde zu einer Größe des römischen Avanspettacolo, einer dem Vaudeville verwandten Mischung aus Musik, Ballett und Komödie. Seine Bühnenkleidung bestand aus einem alten Zylinder, zu weiten Hosen und darunter hervorschauenden bunten Socken. In den 1930er Jahren zog er mit seinem eigenen Ensemble quer durch Italien.
Im Jahr 1937 hatte er mit der Hauptrolle in der Komödie Fermo con le mani unter der Regie von Gero Zambuto seinen ersten Auftritt in einem Film. Seine Theaterarbeit in den 1940er Jahren mit Anna Magnani war jedoch weitaus erfolgreicher. Seinen Durchbruch im Film erreichte er erst 1947 mit Mario Mattòlis I due orfanelli. Nach Carlo Ludovico Bragaglias Publikumserfolg Totò le Moko (1949) trat er ab 1950 ausschließlich in Filmen auf. Neben seiner Rolle als Komiker war er auch in ernsten Filmen zu sehen – darunter Eduardo De Filippos Napoli milionaria (1950), Vittorio de Sicas L'oro di Napoli (1954), Mauro Bologninis Arrangiatevi! (1959) und Sergio Corbuccis Gli onorevoli (1963). Häufig spielte Totò mit seinem Kollegen Dante Maggio zusammen, der wie er selbst ein gebürtiger Neapolitaner war. 1966 begegnete Totò Pier Paolo Pasolini und spielte in dessen Uccellacci e uccellini eine seiner letzten tragikomischen Rollen.

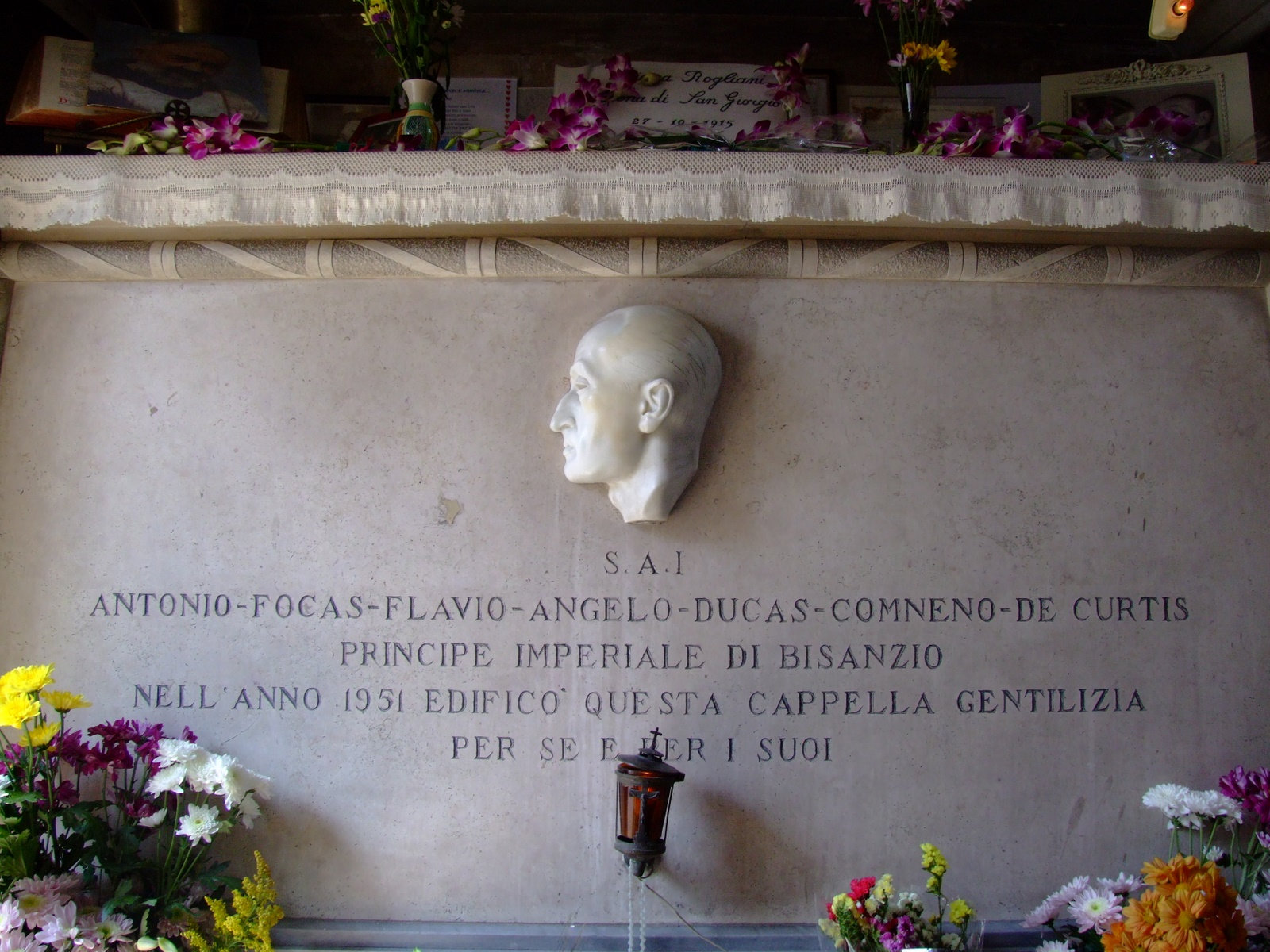
Totòs Grab in Neapel

Totò starb am 15. April 1967 in Rom nach einer Reihe von Herzinfarkten im Alter von 69 Jahren. Seine Arbeiten wurden von der Filmkritik bis in die 1970er Jahre weitgehend gering geschätzt.

## Adelstitel
Nach einem langen und teuren Rechtsstreit – noch zur Zeiten der Monarchie – hat schließlich am 18. Juli 1945 (bestätigt 1946) das Tribunal von Neapel, 4. Sektion, folgende Titel anerkannt, die so auch in das „Goldene Buch des italienischen Adels“ aufgenommen wurden:
„Antonio Griffo Focas Flavio Angelo Ducas Comneno Porfirogenito Gagliardi De Curtis di Bisanzio, Altezza Imperiale, conte Palatino del Sacro Romano Impero, Esarca di Ravenna, Duca di Macedonia e di Illiria, Principe di Costantinopoli, di Cilicia, di Tessaglia, di Ponto, di Moldavia, di Dardania, del Peloponneso, conte di Cipro e di Epiro, conte e duca di Drivasto e di Durazzo.“
Während dieser Umbruchzeit (1945 Ende des Zweiten Weltkrieges, 1946 Abschaffung der Monarchie) war das Nobilitierungssystem de facto, aber noch nicht de jure zu einem Ende gekommen. Während dieses kleinen Zeitfensters gelang es Totò tatsächlich, vor Gericht die Bestätigung für diese Titelgirlande zu bekommen, weshalb die Consulta Araldica ihn anerkennen musste, so Giovanni Grimaldi. Damit waren aber keine Privilegien mehr verbunden.
Seit 1950 hieß Toto amtlich „Focas Flavio Angelo Ducas Comneno De Curtis di Bisanzio“ (di in Adelstiteln wird klein-, Di und De als Namensbestandteil großgeschrieben). Auf seinem Grabmal steht „Focas Flavio Comneno De Curtis di Bisanzio – Clemente“.
Im Anschluss an die Anerkennung ließ Totò Goldmedaillen mit einem Gewicht von 50 Gramm prägen, die sein Profil wie bei einem römischen Kaiser zeigen. Er liebte es, diese seinen engsten Freunden zu geben. Durch seinen großen beruflichen Erfolg konnte der Schauspieler sich einen fürstlichen Lebensstil leisten.
Es gibt Hinweise darauf, dass es fünf Beschwerden gegen den Schauspieler mit dem Vorwurf „Missbrauch von Adelstiteln“ gab.

## Auszeichnungen
- Das Sindacato Nazionale Giornalisti Cinematografici Italiani verlieh ihm 1952 ein Silbernes Band für den besten Darsteller für Guardie e ladri. 1967 wurde er für Uccellacci e uccellini mit einem weiteren Silbernen Band ausgezeichnet.
- 1966 wurde Totò auf den Internationalen Filmfestspielen von Cannes für seine schauspielerische Leistung mit einem Spezialpreis der Jury gewürdigt.
- 1966 erhielt er für seine Darstellung in Große Vögel, kleine Vögel den Globo d’oro als Bester Hauptdarsteller.

## Filmografie (Auswahl)
- 1937: Hände weg! (Fermo con le mani!)
- 1939: Animali pazzi
- 1945: Il ratto delle Sabine
- 1949: Totò le Mokò
- 1951: Totò als Scheich (Totò sceicco)
- 1950: Der Tolle Juxbaron (47 morto che parla)
- 1950: Millionenstadt Neapel (Napoli millionari)
- 1951: Räuber und Gendarm (Guardie e ladri)
- 1952: Totò und die Frauen (Totò e le donne)
- 1952: Wo ist die Freiheit? (Dov'è la libertà …?)
- 1953: Eine von jenen (Una di quelle)
- 1953: Un turco napoletano
- 1954: Das Gold von Neapel (L'oro di Napoli)
- 1954: Die verkaufte Unschuld (Miseria e nobiltà)
- 1955: Der Lebensretter (Il coraggio)
- 1955: Die Gaunerparade (I tre ladri)
- 1955: Vier Herzen in Rom (Racconti romani)
- 1956: Die Bande der Ehrlichen (La banda degli onesti)
- 1956: Totò, Peppino und das leichte Mädchen (Totò, Peppino e … la malafemmina)
- 1957: Mein Allerwertester (Totò, Vittorio e la dottoressa)
- 1958: Diebe haben’s schwer (I soliti ignoti)
- 1958: Gesetz ist Gesetz (La legge è legge)
- 1958: Totò in Paris (Totò a Parigi)
- 1958: Totò und Marcellino (Totò e Marcellino)
- 1958: Totò und Peppino (Totò, Peppino e le fanatiche)
- 1959: Die Hartgesottenen (Noi duri)
- 1959: Jeder Dieb braucht ein Alibi (I ladri)
- 1959: Pariser wider Willen (Totò a Parigi)
- 1960: Chi si ferma è perduto
- 1960: Dieb aus Leidenschaft (Risate di gioia)
- 1960: Totò, Fabrizi und die Jugend von heute (Totò, Fabrizi e giovani d‘oggi)
- 1961: Seine Exzellenz bleibt zum Essen (Sua eccellenza si fermò a mangiare)
- 1961: Totò, Peppino und das süße Leben (Totò, Peppino e la dolce vita)
- 1964: What Ever Happened to Baby Toto? (Che fine ha fatto Totò baby?)
- 1965: Mandragola (La mandragola)
- 1966: Große Vögel, kleine Vögel (Uccellacci e uccellini)
- 1966: Hexen von heute (Le streghe)
- 1966: Unser Boß ist eine Dame (Operazione San Gennaro)